# Thiên Đàn (đền)
Thiên Đàn (giản thể: 天坛; phồn thể: 天壇; bính âm: Tiāntán; tiếng Mãn Châu: Abkai mukdehun), có nghĩa là Đàn tế Trời, đây là một quần thể các tòa điện thờ ở nội thành phía Đông Nam của Bắc Kinh, vị trí tương ứng ở quận Tuyên Vũ hiện tại. Đây là một công trình to lớn có giá trị văn hóa cao, được UNESCO xếp vào di sản văn hóa của thế giới.
Việc xây dựng quần thể Thiên Đàn bắt đầu năm 1420 thời Minh Thành Tổ Vĩnh Lạc Đế. Như một trung tâm cúng bái của hoàng gia, đây là nơi mà các Hoàng đế nhà Minh và nhà Thanh thực hiện các nghi lễ tế vị thần của trời là Hạo Thiên Thượng đế - một trong những nghi lễ quan trọng nhất trong năm qua các triều đại. Đền thờ được xây theo kiểu hơi hướng Đạo giáo, dù thực tế việc thờ trời ở Trung Hoa đã có từ xa hơn nữa. Đây là một quần thể kiến trúc rất có giá trị văn hóa.
Thiên Đàn là đàn lớn nhất trong 4 đàn ở Bắc Kinh. Các đàn còn lại là: Nhật Đàn (日坛) ở phía Đông, Địa Đàn (地坛) ở phía Bắc, và Nguyệt Đàn (月坛) ở phía Tây.

## Lịch sử
Năm Vĩnh Lạc thứ 18 (1420), triều đại Minh Thành Tổ, Hoàng đế phỏng theo Nam Kinh, bắt đầu cho thiết kế và xây dựng đàn tế trời đất tại Bắc Kinh. Vào lúc này, tòa kiến trúc được gọi là Thiên Địa đàn (天地坛). Năm Gia Tĩnh thứ 9 (1530), thời Minh Thế Tông, thực hành chế độ "Tứ giao phân tự" (四郊分祀), tại Bắc giao tiến hành khảo sát tạo nên Địa Đàn, còn Thiên Địa đàn cũ bị đổi tên thành Thiên Đàn. Từ đấy, nơi này gọi là Thiên Đàn. Sang thời nhà Thanh, Càn Long Đế noi theo quy chế thời Minh, cho sửa sang đại bộ phận Thiên Đàn, riêng Niên môn (年门) cùng Hoàng Càn điện (皇乾殿) vẫn giữ lại quy mô kiến trúc có từ thời nhà Minh.
Năm 1900, sự kiện Liên quân tám nước diễn ra, nơi này bị quân của liên quân chiếm dụng lập làm cơ sở tác chiến. Tại chính trên đàn Viên Khâu, quân liên quân đã dùng đại pháo bắn vào Chính Dương môn của Tử Cấm Thành. Các đồ cúng tế có trong Thiên Đàn đều bị các binh sĩ quét sạch không còn thứ gì.
Năm 1912, Trung Hoa dân quốc thành lập, ngoại trừ Tổng thống Viên Thế Khải từng mặc áo Cổn Miện tự chế tiến hành tế trời, thì ở Thiên Đàn từ ấy về sau không còn diễn ra bất kỳ hoạt động thần thánh nào khác nữa. Năm 1918, mở cửa làm thành công viên.
Năm 1998, Thiên Đàn được UNESCO công nhận là di sản thế giới. Theo Tân Hoa Xã, vào đầu năm 2005, Thiên Đàn được trải một cuộc trang hoàng bề mặt với chi phí 47 triệu Nhân dân tệ (5,9 triệu đô la Mỹ) để chuẩn bị cho Thế vận hội Bắc Kinh mùa hè năm 2008. Việc sửa sang này hoàn tất ngày 1 tháng 5 năm 2006.

## Bố cục và ý nghĩa

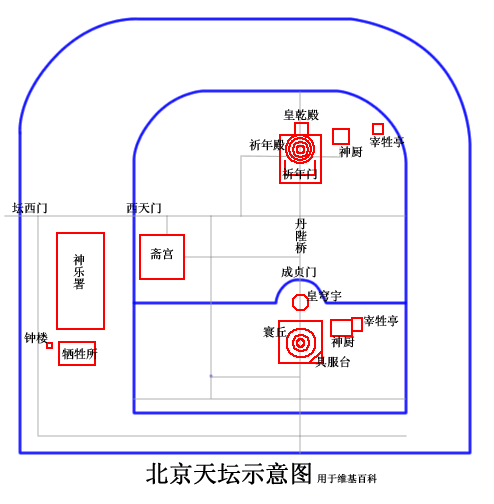
Sơ đồ của Thiên Đàn.

Quần thể được xây trên diện tích 2,73 km² của khuôn viên, bao gồm 3 tổ hợp công trình, bố cục chặt chẽ theo các đòi hỏi của triết học:
- Viên Khâu đàn (圜丘坛): bệ thờ chính. Đây là đài rỗng hình tròn, gồm ba tầng bằng đá hoa cương có lan can, nơi Hoàng đế làm lễ tế trời;
- Hoàng Khung vũ (皇穹宇): là một điện nhỏ một tầng hình tròn, nằm ở phía Bắc của Viên Khâu, là nơi đặt các bài vị tế trời vào những ngày không phải dịp tế lễ. Xung quanh Hoàng Khung vũ có một bức tường cao 6m quây thành hình tròn có đường kính 32.5 m, đây là bức tường hồi âm nổi tiếng mà đứng một đầu tường có thể nghe rõ tiếng nói ở đầu tường bên kia.
- Kỳ Niên điện (祈年殿): tòa điện lớn hình tròn có ba tầng mái, được xây trên ba tầng của đài đá hoa cương, là nơi Hoàng đế đến cầu vào mùa hè cho mùa màng tươi tốt. Tòa nhà này là biểu tượng chính khi nói đến Thiên Đàn.

Thiết kế của Thiên Đàn mang ý đồ thể hiện tư tưởng xông ra không trung, mở ra chân trời cao. Bố cục chính của đàn tế ở hướng Đông, cả Viên Khâu đàn lẫn Kỳ Niên điện đều hướng về phía Đông của trục chính, hoàn toàn khiến bố cục bên phía Tây có chiều hướng trống trải và rộng rãi. Do đó, khi nhóm đoàn người làm lễ tiến vào khu vực tế đàn từ hướng Tây, có tầm nhìn rất rộng khi nhìn tế đàn, mang cảm giác chân trời rất cao. Các Hoàng Khung vũ cùng Kỳ Niên điện đều theo kiểu hình tròn, phần mái theo kết cấu chóp nhọn cong vút, cũng cho cảm giác nhìn vào toàn thể kiến trúc như bay lên trời.
Bên cạnh 3 cụm kiến trúc chính, còn khá nhiều tòa kiến trúc phụ trong quần thể Thiên Đàn. Đầu tiên có Trai cung (斋宫) cùng Thần Nhạc thự (神乐署), nguyên bản còn có Hi Sinh sở (牺牲所) nhưng đã bị hủy.
Trai cung ở bên trong Tây Thiên môn, là nơi Hoàng đế tắm rửa, tiến hành thanh tịnh cơ thể trước khi cử hành hiến tế. Cung điện xoay về hướng Đông, diện tích ước chừng 400.000m², bên ngoài có hào thành bao quanh, bên trong phòng ốc tổng cộng 60 gian. Đại điện mặt rộng 5 gian, trong điện không có "Lương phương mộc trụ", bởi vậy cũng bị gọi Vô Lương điện (无梁殿). Chính điện là Nguyệt đài (月台), có 2 tòa thạch đình, bên trái tên Trai Giới Đồng Nhân đình (斋戒铜人亭; tương truyền phỏng theo tượng Ngụy Trưng thời Đường), phải là Thì Thần Bài Vị đình (时辰牌位亭). Sau điện có tẩm điện 5 gian, phía Đông Bắc có Chung Cổ lâu (钟鼓楼), bên trong cheo chiếc chuông đúc từ thời Vĩnh Lạc tên "Thái Hòa chung" (太和钟).
Thần Nhạc thự ở bên ngoài Tây Thiên môn, là cơ sở của các nhân viên phụ trách các nhạc tế trong quá trình làm lễ, tục gọi Thiên Đàn Đạo viện (天坛道院).
Thời Trung Hoa cổ đại, các Hoàng đế Trung Hoa được xem như Thiên tử - con của Trời, người thay mặt Trời cai trị thiên hạ. Việc cúng tế Trời được coi là cực kỳ quan trọng. Khu đền này được xây dựng để dành cho các nghi lễ này, trong đó các lời cầu khấn chủ yếu là để cho thiên hạ thái bình, mưa thuận gió hòa. Bản thân Trời cũng được người Trung Hoa thần thánh hóa và hình tượng hóa, tạo nên Hạo Thiên Thượng đế, trong Kỳ Niên điện cũng có bày biện thần vị của Hạo Thiên Thượng đế.
Ngày Đông chí hàng năm, Hoàng đế và toàn bộ đoàn tùy tùng đi qua thành phố để đến đóng trại bên trong khu Thiên Đàn, mặc những bộ trang phục đặc biệt và ăn chay; tại đó hoàng đế sẽ đích thân cử hành lễ tế Trời cho mùa màng bội thu. Nghi lễ phải được hoàn tất một cách hoàn hảo; người ta tin rằng chỉ một sơ suất nhỏ nhất cũng có thể là một điềm xấu cho toàn bộ quốc gia trong năm tới.

## Hình ảnh

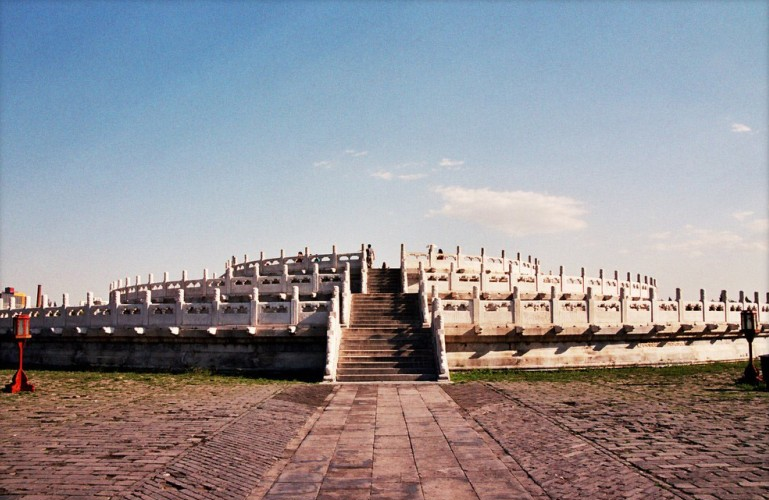
Viên khâu
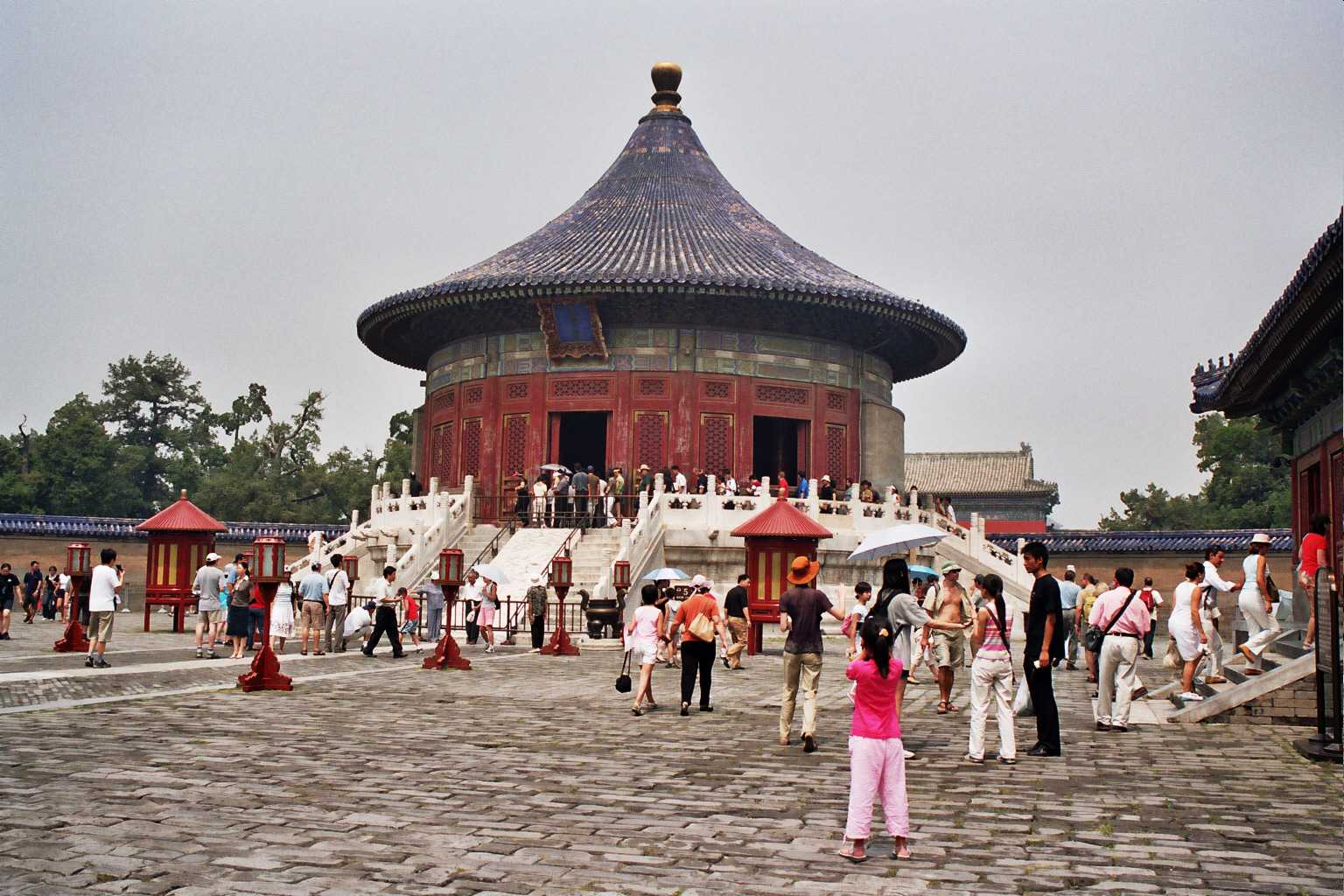
Hoàng Khung vũ
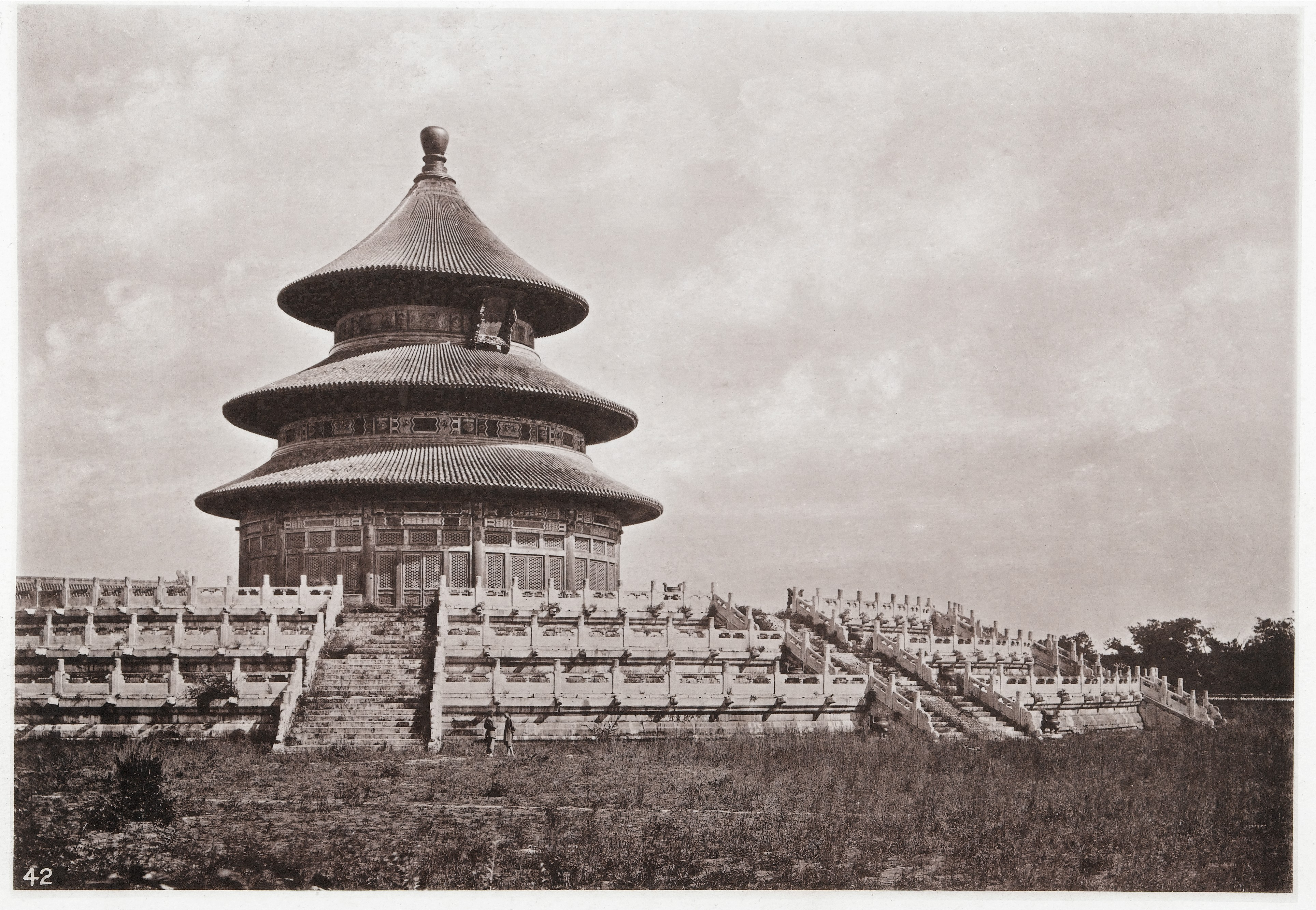
Ảnh chụp Kỳ Niên điện cuối đời Thanh
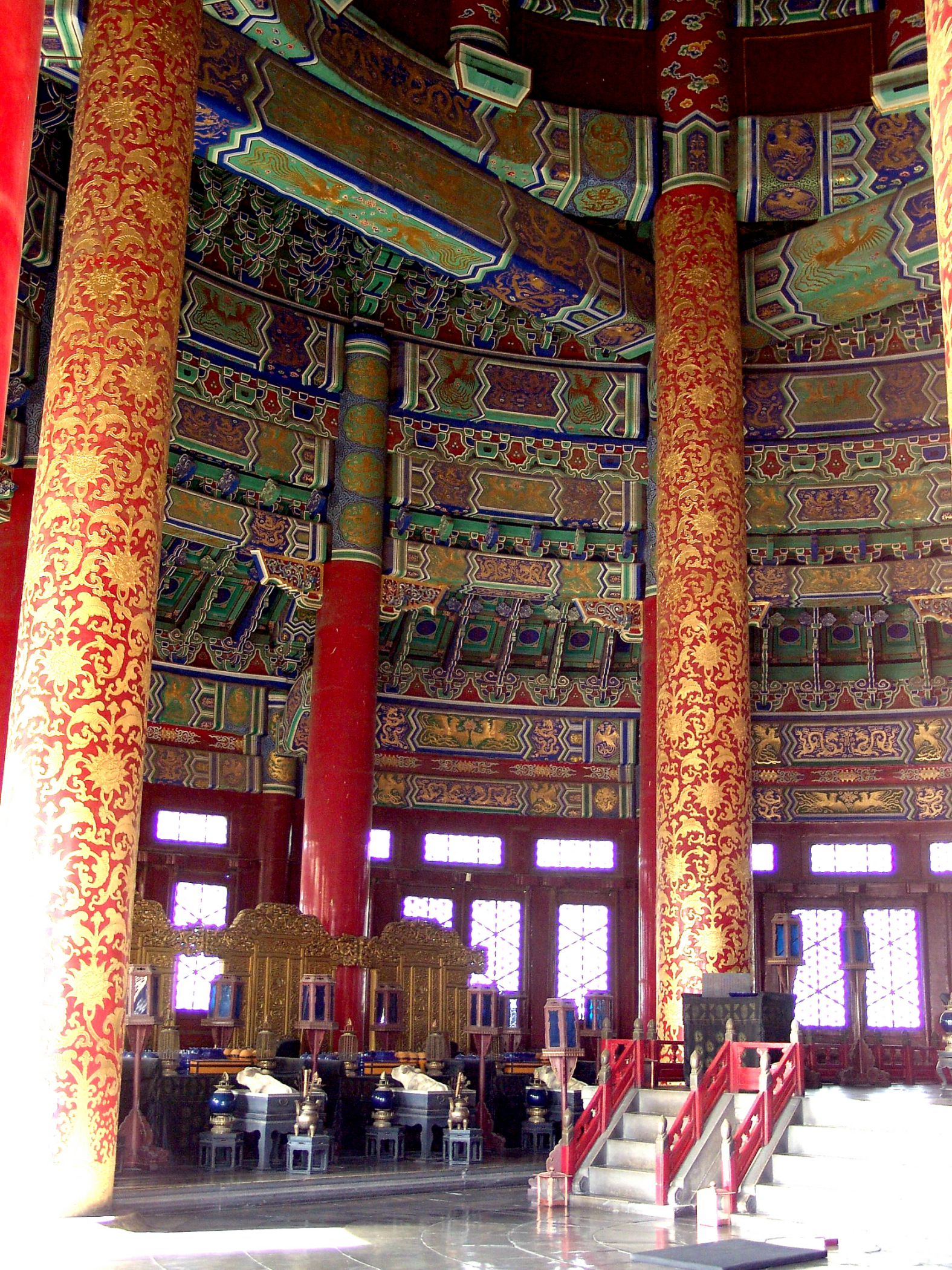
Bên trong Kỳ Niên điện
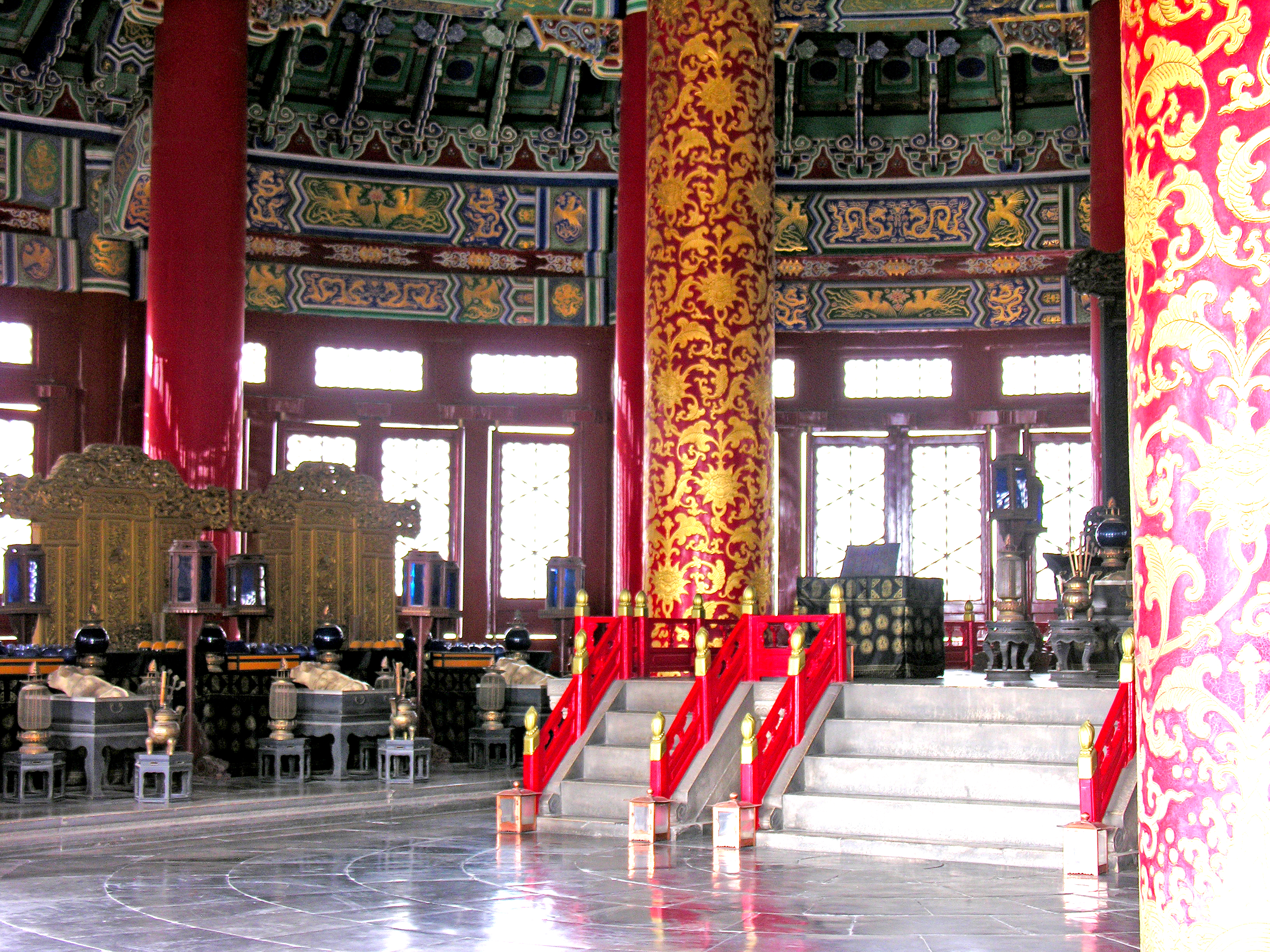
Bên trong Kỳ Niên điện
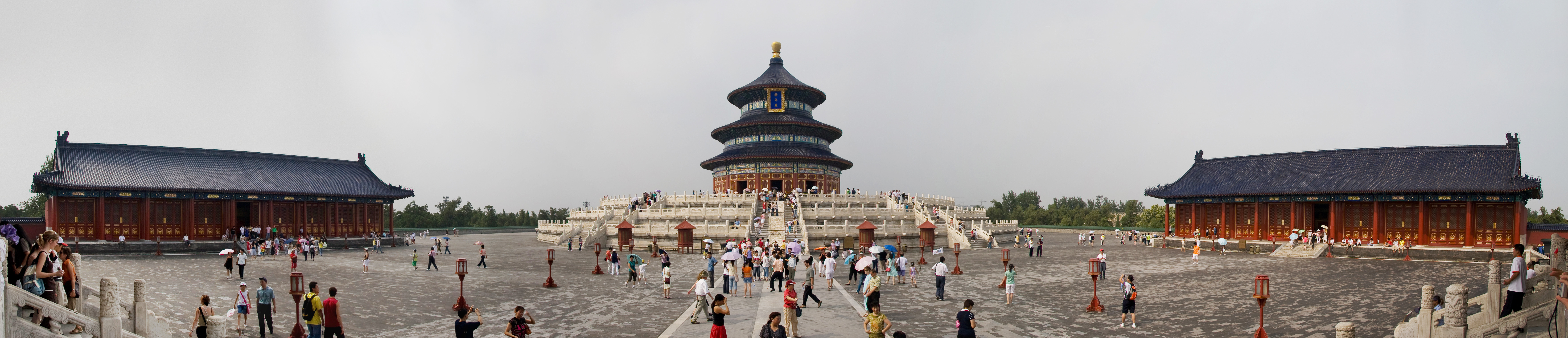
Tầm nhìn lớn chụp Kỳ Niên điện
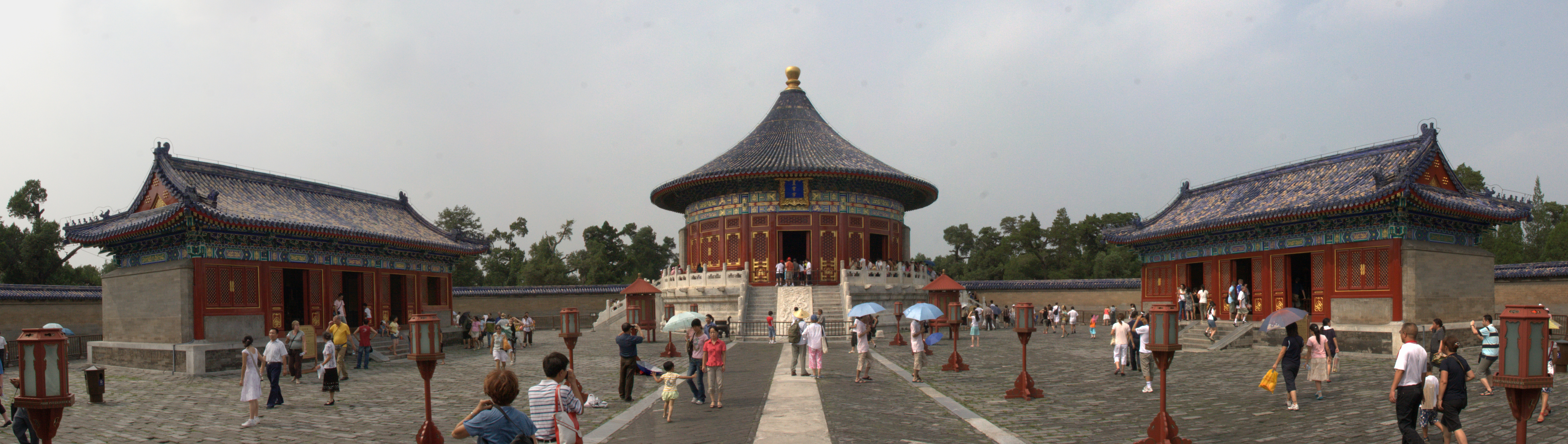
Tầm nhìn lớn Hoàng Khung vũ
Tầm nhìn lớn của ba trái nhà trong Kỳ Niên điện
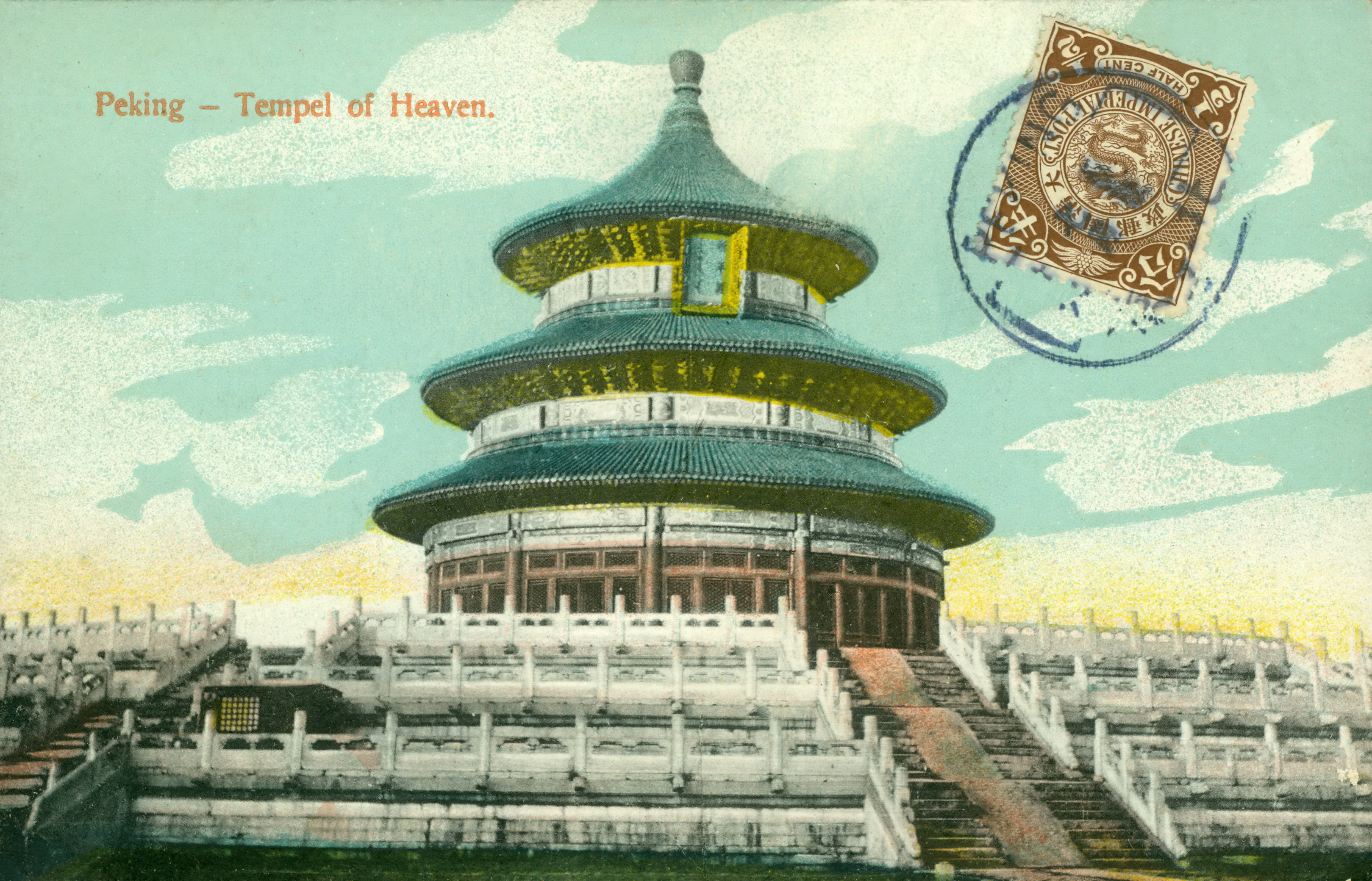
Kỳ Niên điện trên một ảnh bưu thiếp